# Diamond Life
Diamond Life è il primo album in studio del gruppo Sade, pubblicato il 16 luglio 1984 dalla Epic Records.
L'album ottenne il successo mondiale soprattutto grazie ai due singoli di punta, divenuti simbolo della band, Smooth Operator e Why Can't We Live Together, e rimane tutt'oggi il maggiore successo di tutta la carriera del gruppo.

## Descrizione
Le musiche di Diamond Life presentano delle caratteristiche tipicamente jazz, costruite su ampie linee di basso prominenti, leggera batteria e chitarra acustica. L'album presenta anche un grande uso di strumenti in ottone, primo fra tutti il sassofono, e tastiere.
Secondo il critico musicale e musicista Paul Lester, della BBC Radio 1, l'album è "sufficientemente soul e jazz ma, anche pop, funky e piacevole all'ascolto: insomma, un album prevalentemente tranquillo, con elementi di R&B mellifluo. La voce di Sade Adu è incredibilmente gelida, la sua interpretazione e la sua voce distaccate, impassibili e fredde", mentre il database AllMusic ha scritto che l'album conteneva "una produzione raffinata e un accompagnamento ai limiti del jazz".

Nel 2000 New York Times ha commentato spiegando: 
"Diamond Life abbandona i sintetizzatori che dominano il britpop per creare al contrario una musica tra il rock-jazz degli Steely Dan e il folk pop di Joan Armatrading. Ritmi brasiliani qui si fondono con melodie pop soul e armonie jazz per creare un'atmosfera da night club sensuale e sempre attuale."
Successivamente, la rivista Rolling Stone ha scritto che nell'album "la sofisticatezza fa da padrona" e ha descritto la voce di Sade come "piena e ricca di sfaccettature".
Invece, dal punto di vista dei testi, le tracce di Diamond Life ruotano attorno al tema dell'amore, toccandone sia gli aspetti positivi che quelli negativi.

## Tracce
Testi di Sade Adu e Stuart Matthewman, eccetto dove indicato.
1. Smooth Operator - 4:16 (Adu, St. John)
2. Your Love Is King - 3:57
3. Hang on to Your Love - 5:58
4. Frankie's First Affair - 4:33
5. When Am I Going to Make a Living - 3:25
6. Cherry Pie - 6:16
7. Sally - 5:19
8. I Will Be Your Friend - 4:39
9. Why Can't We Live Together - 5:27 (Timmy Thomas)

## Formazione
- Sade Adu - voce
- Stuart Matthewman - sassofono, chitarra
- Andrew Hale - tastiera
- Paul Denman - basso

Altri musicisti
- Dave Early - batteria, percussioni
- Martin Ditcham - percussioni
- Paul Cooke - batteria
- Terry Bailey - tromba
- Gordon Matthewman - tromba

## Accoglienza

### Critica
Diamond Life ricevette ampi consensi dalla critica musicale, sin dai primi mesi successivi alla sua pubblicazione.
Il sito di critica musicale Pitchfork ha inserito Diamond Life nella sua classifica dei "200 migliori album degli anni '80".
Nel 2020, la celebre rivista Rolling Stone ha inserito l'album nella posizione n° 200 nella sua lista dei "500 migliori album di tutti i tempi"  e, nel 2022, al n° 66 nella sua classifica dei "100 migliori album di debutto di tutti i tempi".

## Successo commerciale
Diamond Life vendette oltre 10 milioni di copie in tutto il mondo, tanto da venir certificato pluri-disco di platino in più di 20 paesi del mondo.
Inoltre, l'album raggiunse la prima posizione in classifica in Germania, Svizzera, Austria, Paesi Bassi e Nuova Zelanda, la seconda nel Regno Unito e in Italia e la quinta nella Billboard 200 degli Stati Uniti.
Diamond Life diventò così uno degli album di debutto più venduti della storia, nonché l'album di debutto più venduto di una cantante femminile britannica, record che Sade Adu detenne per ben 24 anni.

## Riconoscimenti
Nell'edizione 1985, l'album vinse l'ambitissimo BRIT Award per il miglior album britannico. È stato poi anche compreso tra i 10 album nominati per il premio British Album of 30 Years ai BRIT Awards 2010, arrivando per un pelo secondo, dietro soltanto a (What's the Story) Morning Glory? degli Oasis, che invece vinse.

## Impatto

### Industria musicale
Diamond Life e in generale la discografia dei Sade sono stati notevolmente influenti nell'industria musicale degli anni '90, specialmente per genere del neo soul. L'album, considerato uno dei pionieri del sophisti-pop, genere che ingloba elementi tipici del soul, pop, smooth jazz e quiet storm, ha ricevuto dal critico Paul Lester il merito di aver dato alla musica quiet storm un "pubblico vasto, persino internazionale".
Diamond Life faceva parte di una nuova ondata di R&B, che all'inizio degli anni '90 ispirò importanti artisti del genere, quali Simply Red, Jamiroquai, Soul II Soul, Caron Wheeler, Brand New Heavies e Lisa Stansfield, che infatti hanno dovuto molto del loro stile e successo alla band. Inoltre, il sito AllMusic ha scritto: "È grazie ad album come Diamond Life se molti degli artisti britannici emersi durante quel periodo (gli anni '90) avevano una prospettiva neo-soul, in grado di fondere assieme influenze di epoche diverse".